# Babs Englaender
Barbara „Babs“ Englaender (* 24. Juli 1922 in Berga/Elster; † 8. Januar 2015 in Rottach-Egern; verheiratete Hartmann) war eine deutsche Malerin und Zeichnerin.

## Werdegang
Englaender studierte an der Akademie der Bildenden Künste München und war dort Schülerin von Franz Klemmer. Sie ist Mitglied der Neuen Gruppe und des Deutschen Künstlerbundes. Ab 1955 nahm sie an der Großen Kunstausstellung im Haus der Kunst teil.
Ihr künstlerisches Schaffen umfasst vor allem Aquarelle und Bleistiftzeichnung, die unter anderem ihre eigenen Tiere darstellen, mit denen sie auf dem Gockelhof in Rottach-Egern lebt.
Sie war mit dem Maler Adolf Hartmann verheiratet.

## Ehrungen
- 1971: Verdienstkreuz 1. Klasse der Bundesrepublik Deutschland